# Фішінген (Тургау)
Фішінген (нім. Fischingen TG) — громада  в Швейцарії в кантоні Тургау, округ Мюнхвілен.

## Географія
Фішінген має площу 30,6 км², з яких на 6,3% дозволяється будівництво (житлове та будівництво доріг), 46,7% використовуються в сільськогосподарських цілях, 46,2% зайнято лісами, 0,8% не є продуктивними (річки, льодовики або гори).

## Демографія
2019 року в громаді мешкало 2802 особи (+7,9% порівняно з 2010 роком), іноземців було 8,4%. Густота населення становила 92 осіб/км².
За віковим діапазоном населення розподілялося таким чином: 22,5% — особи молодші 20 років, 60,4% — особи у віці 20—64 років, 17,1% — особи у віці 65 років та старші. Було 1160 помешкань (у середньому 2,4 особи в помешканні).
Із загальної кількості 1466 працюючих 232 було зайнятих в первинному секторі, 496 — в обробній промисловості, 738 — в галузі послуг.